# Буквар
Буквар je приручник за учење читања и писања. Назив потиче од старословенске речи боукꙑ („слово”). Помаже ученицима у учењу штампаних и писаних слова и њихове звучне вредности. Први познати српски буквар, Буквар Саве инока Дечанца штампао је инок Сава 1597. године у Венецији.